# Андерсон Олівейра Сілва
Андерсон Олівейра Сілва (порт. Anderson Oliveira Silva, нар. 21 листопада 1997, Сан-Паулу) — бразильський футболіст, нападник кіпрського клубу «Пафос».
Виступав також за клуб «Фамалікан».
Чемпіон Кіпру.

## Ігрова кар'єра
У дорослому футболі дебютував 2016 року виступами за команду «Гуаратінгета», в якій того року взяв участь у 16 матчах чемпіонату. 
Протягом 2017 року захищав кольори клубу «Гуарані» (Кампінас).
Своєю грою за останню команду привернув увагу представників тренерського штабу клубу «Фамалікан», до складу якого приєднався 2017 року. Відіграв за клуб з Віла-Нова-ді-Фамалікан наступні чотири сезони своєї ігрової кар'єри. Більшість часу, проведеного у складі «Фамалікана», був основним гравцем атакувальної ланки команди.
Згодом з 2021 по 2024 рік грав у складі команд «Бейцзін Гоань», «Віторія» (Гімарайнш) та «Аланьяспор».
До складу клубу «Пафос» приєднався 2024 року. Станом на 17 лютого 2025 року відіграв за клуб з Пафоса 23 матчі в національному чемпіонаті.

## Титули і досягнення
- Чемпіон Кіпру (1):

«Пафос»: 2024-2025